# Sister Against Sister
Sister Against Sister è un film muto del 1917 diretto da James R. Vincent (James Vincent). Il soggetto e la sceneggiatura sono entrambi firmati da Mary Murillo. Prodotto e distribuito dalla Fox Film Corporation, il film aveva come interpreti Virginia Pearson (nel doppio ruolo delle due gemelle), Maud Hall Macy, Walter Law, Irving Cummings.

## Trama
Quando i genitori si separano, vengono divise anche le sorelline Anne e Katherine. Sotto l'influenza della madre, un'assennata borghese, Anne cresce diventando una rispettabile giovane donna. Al contrario, Katherine, che ha subito l'influenza del padre, si trasforma in un'avventuriera senza scrupoli. Anne si innamora di Dunsmore, un riformatore che, in corsa per la carica di governatore, ha a cuore una legge che regoli il lavoro minorile. Katherine, invece, si allea con l'avversario di Dunsmore, un industriale senza scrupoli di nome Huxley. Le elezioni sono vinte da Dunsmore, cosa che scatena la rabbia e la sete di vendetta di Huxley che decide di eliminare definitivamente il rivale per mezzo di Katherine. La donna, facendosi passare per la sorella, adesca Dunsmore invitandolo nel proprio appartamento. Quando l'uomo giunge, appare Huxley che punta una pistola contro di lui. Ma, prima che possa sparare, interviene Katherine che lo uccide. Pensando che quella sia Anne, Dunsmore la lascia fuggire e poi si fa arrestare come autore di quel crimine. Durante il processo, nasconde il nome della donna misteriosa e Anne, per salvarlo, si autoaccusa dell'omicidio. Intanto, Katherine è perseguitata dalla visione del morto, finendo per diventare quasi pazza. Non potendo resistere, alla fine confessa il suo delitto. Vedendo la somiglianza delle due sorelle, Dunsmore si rende conto di come sono andati i fatti, realizzando che Anne, anche se innocente, pur di salvarlo, stava per sacrificarsi per lui. Si precipita, allora, da lei per abbracciarla. I due lasciano la sala del tribunale andandosene via insieme, mentre Katherine viene condotta in una cella.

## Produzione
Il film fu prodotto dalla Fox Film Corporation.

## Distribuzione
Il copyright del film, richiesto da William Fox, fu registrato il 4 marzo 1917 con il numero LP10310. Distribuito dalla Fox Film Corporation, il film uscì nelle sale cinematografiche statunitensi il 5 marzo 1917.
Non si conoscono copie ancora esistenti della pellicola che viene considerata presumibilmente perduta.